# Puebla de Azaba (kommun)
Puebla de Azaba är en kommun i Spanien.   Den ligger i provinsen Provincia de Salamanca och regionen Kastilien och Leon, i den västra delen av landet, 260 km väster om huvudstaden Madrid. Antalet invånare är 231. Arean är 26,0 kvadratkilometer.
Terrängen i Puebla de Azaba är platt åt nordväst, men åt sydost är den kuperad.